# Guzów (gromada)
Guzów – dawna gromada, czyli najmniejsza jednostka podziału terytorialnego Polskiej Rzeczypospolitej Ludowej w latach 1954–1972.
Gromady, z gromadzkimi radami narodowymi (GRN) jako organami władzy najniższego stopnia na wsi, funkcjonowały od reformy reorganizującej administrację wiejską przeprowadzonej jesienią 1954 do momentu ich zniesienia z dniem 1 stycznia 1973, tym samym wypierając organizację gminną w latach 1954–1972.
Gromadę Guzów z siedzibą GRN w Guzowie utworzono – jako jedną z 8759 gromad na obszarze Polski – w powiecie grodziskomazowieckim w woj. warszawskim, na mocy uchwały nr VI/10/4/54 WRN w Warszawie z dnia 5 października 1954. W skład jednostki weszły obszary dotychczasowych gromad Czerwona Niwa, Czerwona Niwa-Parcel, Guzów i Różanów ze zniesionej gminy Guzów w powiecie grodziskomazowieckim, ponadto wieś Aleksandrów, osada Aleksandrów-Karczma i osada Marianów z dotychczasowej gromady Aleksandrów oraz kolonia Kawenczyn z dotychczasowej gromady Kawenczyn ze zniesionej gminy Szymanów w powiecie sochaczewskim (woj. warszawskie). Dla gromady ustalono 13 członków gromadzkiej rady narodowej.
29 lutego 1956 do gromady Guzów przyłączono parcelę Starowiskitki z gromady Wiskitki w tymże powiecie.
31 grudnia 1961 do gromady Guzów włączono wsie Duninopol, Janówek, Nowy Oryszew, Oryszew-Osada, Podbuszyce, Podoryszew i Skrzelew-Stara Wieś ze zniesionej gromady Oryszew w tymże powiecie.
1 stycznia 1969 do gromady Guzów włączono obszar zniesionej gromady Miedniewice w tymże powiecie.
Gromada przetrwała do końca 1972 roku, czyli do kolejnej reformy gminnej.